# 967

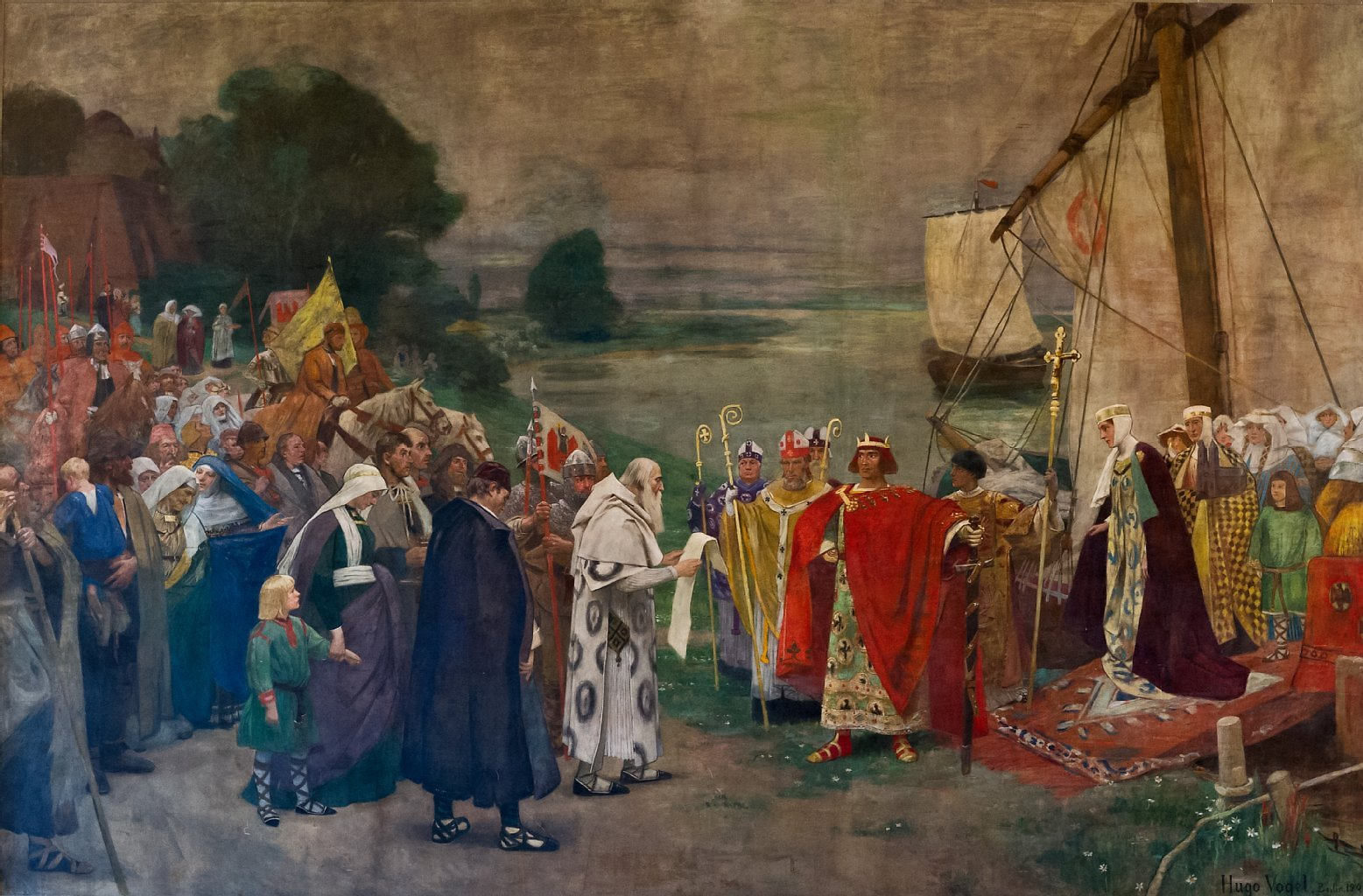
Aankomst van Otto I ("de Grote") en Editha van Wessex (rechts) in Maagdenburg (1898)

Het jaar 967 is het 67e jaar in de 10e eeuw volgens de christelijke jaartelling.

## Gebeurtenissen

### Europa
- Voorjaar - Keizer Otto I ("de Grote") roept in Rome een concilie bijeen om de nieuwe regering onder paus Johannes XIII te presenteren. Hij doet zijn rechten in de stad gelden en dringt aan op de aanwezigheid van een in Vaticaanstad keizerlijke rechter in samenwerking met het pauselijk hof. Het tijdperk van de Romeinse onafhankelijkheid is voorbij. Grado wordt de patriarchale kerk van heel Veneto (gelegen aan de Golf van Venetië).[1]
- Otto I ("de Grote") gaat op rondreis door de Lombardische hertogdommen in Zuid-Italië. In Capua schenkt hij Pandulf I ("IJzerenhoofd") het vacante hertogdom Spoleto en Camerino. Hij belast hem met het vervolgen van de oorlog tegen het Byzantijnse Rijk. In Benevento en Salerno ontvangt Otto eerbetoon van de Lombardische edelen. Met hulp van de bondgenoten maakt hij voorbereidingen om Apulië en Calabrië binnen te vallen.[2]
- Otto I ("de Grote") stuurt een delegatie naar Constantinopel met de verzekering van zijn vriendschap met keizer Nikephoros II (Phokas) en een verzoek om prinses Theophanu (een dochter van wijlen keizer Romanos II) te laten trouwen met zijn 12-jarige zoon Otto II. Als bruidsschat eist Otto de Byzantijnse gebieden in Zuid-Italië op. Hierdoor wordt de invloedssfeer van het Heilige Roomse Rijk uitgebreid tot aan de Middellandse Zee.[3]
- Zomer - Svjatoslav I, grootvorst (knjaz) van het Kievse Rijk, verslaat de Bulgaren op de Balkan met een expeditieleger (ongeveer 50.000 man). Dit in opdracht van Nikephoros II (Phokas) – die hem 15.000 pond in goud betaald om het Bulgaarse Rijk binnen te vallen. Na deze bloedige plunderveldtocht geeft Nikephoros de opdracht aan de Petsjenegen (huurlingen in dienst van het Byzantijnse Rijk) om de Kievse Roes aan te vallen.[4]
- Herfst - De 4-jarige Olaf Tryggvason (Olaf I) vlucht met zijn familie naar Rusland, nadat zijn vader is vermoord door koning Harald II ("Grijshuid"). Onderweg wordt hij op zee gevangengenomen door Vikingen uit Estland en verkocht als slaaf. Na 6 jaar wordt hij herkent door een neef, die zijn vrijheid koopt en hem naar zijn moeder in Novgorod brengt. Dit volgens de semi-mythologische saga, de Heimskringla (waarschijnlijke datum).[5]
- 25 december - Otto II wordt in Rome door paus Johannes XIII gekroond tot medekeizer van het Heilige Roomse Rijk. Hoewel Otto wordt voorgedragen als mederegeerder, oefent hij geen officieel gezag uit.[6]
- Boleslav I ("de Verschrikkelijke") treedt af (na een regeerperiode van 38 jaar) ten gunste van zijn zoon Boleslav II ("de Vrome"), die hem opvolgt als hertog van Bohemen.

### Azië
- 5 juli - Keizer Murakami overlijdt na een regeerperiode van 21 jaar. Hij wordt opgevolgd door zijn 17-jarige zoon Reizei als de 63e keizer van Japan. Reizei heeft een psychische aandoening, wat regeren problematisch maakt. Hierdoor heeft hij geen invloed over belangrijke beslissingen of staatszaken en wordt hij geleid door corrupte hofadviseurs die zijn politieke macht misbruiken.[7]
- In Japan wordt het wetboek de Engishiki officieel ingevoerd. Het boekwerk bestaat uit 50 delen en is opgedeeld per departement.

### Religie
- Otto I ("de Grote") voltooit en wijdt de Dom van Maagdenburg in. Hij maakt Maagdenburg een basis voor missionaire doeleinden om de Slavische volkeren in het oosten te bekeren.[8]
- Eerste schriftelijke vermelding van het dorp Desteldonk (of Thesledung) (huidige België).

## Geboren
- Abu Sa'id Abul-Khayr, Perzisch soefimeester (overleden 1067)

## Overleden
- 10 mei - Ragenold van Roucy (62), Vikingaanvoerder
- 5 juli - Murakami (40), keizer van Japan (r. 946 - 967)
- Dubh (of Dub mac Maíl), koning van Schotland (r. 962 -967)
- Hugo II ("de Grote"), hertog van Lusignan (Huis van Lusignan)
- Li Cheng (of Xianxi) (48), Chinees edelman en kunstschilder